# Disjuntor

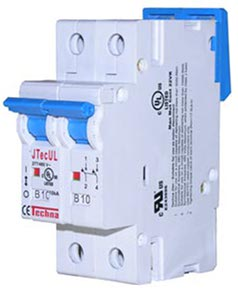
Disjuntor elétrico de 2 polos (bipolar).

Um disjuntor  é um interruptor elétrico projetado para proteger um circuito elétrico de danos causados por falhas na alimentação elétrica, principalmente devido a situações de sobrecorrentes, causadas por exemplo por excesso de carga ou um curto-circuito.
Uma das principais características dos disjuntores é a sua capacidade de serem rearmados, após atuarem para a interrupção do circuito, em virtude da ocorrência de uma falha. Diferem assim dos fusíveis, que também são utilizados para proteção de circuitos, mas que se tornam inutilizáveis após a atuação. 
Apesar de não serem indicados para tal, os disjuntores podem ser utilizados como dispositivos de manobra em casos especiais, nestes casos, funcionando como um interruptor do circuito.
Existem diversos tipos de disjuntores, que podem ser desde pequenos dispositivos que protegem a instalação elétrica de uma única habitação até grandes dispositivos que protegem os circuitos de alta tensão que alimentam uma cidade inteira.

## Disjuntores térmicos
Os disjuntores térmicos utilizam a deformação de placas bimetálicas causada pelo seu aquecimento. Quando uma corrente elétrica excessiva atravessa a placa bimetálica ou quando atravessa uma bobina situada próxima dessa placa, aquece-a, por efeito Joule, diretamente no primeiro caso e indiretamente no segundo, causando a sua deformação. A deformação desencadeia mecanicamente a interrupção de um contato.
Um disjuntor térmico é um sistema eletromecânico simples e robusto, porém não é muito preciso e dispõe de um tempo de reação relativamente lento para atuação.
A proteção térmica tem como função principal a de proteger os condutores contra os sobreaquecimentos provocados por sobrecorrentes elétricas prolongadas no circuito.

## Disjuntores magnéticos
Na ocorrência de uma subida brusca na intensidade da corrente elétrica, como é o caso de um curto-circuito, a forte variação de intensidade produz - segundo as leis do eletromagnetismo - uma forte variação do campo magnético em uma bobina interna ao disjuntor. O campo magnético induzido provoca o deslocamento do núcleo dessa bobina, feito normalmente de um material ferromagnético, este movimento faz com que o circuito elétrico se abra, completando assim sua proteção. A interrupção é instantânea no caso de uma bobina rápida ou controlada por um fluido no caso de uma bobina que permite disparos controlados.
O tipo de funcionamento dos disjuntores magnéticos permite-lhes substituir os fusíveis na proteção contra curto-circuitos. O valor de intensidade da corrente elétrica para atuação nesses casos pode ser de três a 15 vezes a intensidade nominal. Várias curvas de disparo estão disponíveis para os vários tipos de circuitos existentes, seja corrente contínua, seja corrente alternada de diversas frequências.

## Disjuntor termomagnético
É um disjuntor com uma combinação das funções descritas acima. O disjuntor termomagnético é o mais utilizado em instalações elétricas residenciais e comerciais.
Esse tipo de disjuntor possui três funções:
- Manobra (abertura ou fechamento voluntário do circuito - em casos especiais como manutenção e emergências)
- Proteção contra curto-circuito - Essa função é desempenhada por um atuador magnético (solenóide, ou bobina), que efetua a abertura do disjuntor com o aumento instantâneo da corrente elétrica no circuito protegido.[4]
- Proteção contra sobrecarga - É realizada através de um atuador bimetálico, que é sensível ao calor e provoca a abertura quando a corrente elétrica permanece, por um determinado período, acima da corrente nominal do disjuntor.[4]

As características de disparo do disjuntor são fornecidas pelos fabricantes através de duas informações principais: corrente nominal e curva de disparo. Outras características são importantes para o dimensionamento, tais como: tensão nominal, corrente máxima de interrupção do disjuntor e número de pólos (unipolar, bipolar ou tripolar).

## Disjuntores de alta tensão
Para a interrupção de altas correntes, especialmente na presença de circuitos indutivos, são necessários mecanismos especiais para a interrupção do arco voltaico (ou arco elétrico), resultante na abertura dos pólos. Para aplicações de grande potência, esta corrente de curto-circuito, pode alcançar valores de 100 kA.
Após a interrupção, o disjuntor deve isolar e resistir às tensões do sistema. Por fim, o disjuntor deve atuar quando comandado, ou seja, deve haver um alto grau de confiabilidade.
Alguns tipos de disjuntores de alta potência:
- Disjuntor a grande volume de óleo
- Disjuntor a pequeno volume de óleo
- Disjuntor a ar comprimido
- Disjuntor a vácuo
- Disjuntor a hexafluoreto de enxofre (SF6)

## Disjuntor de baixa tensão padrão IEC

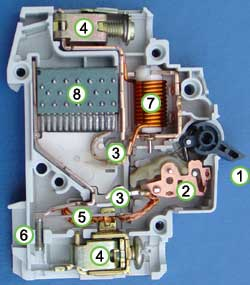
Uma fotografia do detalhe interno de um mini-disjuntor termomagnético projetado para atender as Normas Internacionais (IEC), de corrente nominal de 10 ampères e montagem em trilho DIN.

Um típico disjuntor é mostrado na figura ao lado, seus principais componentes são:
1. Manopla - utilizada para fazer o fecho ou a abertura manual do disjuntor. Também indica o estado do disjuntor (Ligado/Desligado ou desarmado). A maioria dos disjuntores são projetados de forma que o disjuntor desarme mesmo que a manopla seja segurada ou travada na posição "ligado".
2. Mecanismo atuador - Junta ou separa o sistema da rede elétrica.
3. Contatos - Permitem que a corrente flua quando o disjuntor está ligado e seja interrompida quando desligado.
4. Terminais;
5. Trip bimetálico;
6. Parafuso calibrador - permite que o fabricante ajuste precisamente a corrente de trip do dispositivo após montagem.
7. Solenoide ou bobina;
8. Câmara de extinção de arco.